# Christian Lüthi
Christian Lüthi (* 1962 in Zofingen) ist ein Schweizer Historiker und Bibliothekar.
Er studierte Geschichte, Geografie und Staatsrecht an der Universität Bern und lebt seit 1983 in Bern. Beruflich ist Christian Lüthi im Bibliothekswesen sowie als freiberuflicher Historiker tätig.
Lüthi veröffentlichte Beiträge zur Geschichte der Stadt Bern, von Zofingen, Thun und des Kantons Bern. 2007 bis 2017 arbeitete er als Leiter Ressourcen der Universitätsbibliothek Bern, seit 2019 ist er zudem deren Vizedirektor.
2007 bis 2019 war er Präsident des Historischen Vereins des Kantons Bern.

## Schriften (Auswahl)
- als Herausgeber: Bern – eine Stadt bricht auf: Schauplätze und Geschichte der Berner Stadtentwicklung zwischen 1798 und 1998. Bern 1998.
- Sozialgeschichte der Zuwanderung in die Stadt Bern 1850–1914. In: Itinera. Basel. 19 (1998), S. 180–212.
- als Co-Autor: Zofingen im 19. und 20. Jahrhundert – eine Kleinstadt sucht ihre Rolle. Baden 1999, ISBN 978-3-906419-02-2.
- Die Spinnerei Felsenau 1864–1975. Ein wichtiges Kapitel der industriellen Vergangenheit Berns. In: Berner Zeitschrift für Geschichte und Heimatkunde, Jg. 64 (2002), S. 49–99, doi:10.5169/seals-247088
- Bern – die Geschichte der Stadt im 19. und 20. Jahrhundert. Bern: Stämpfli, 2003. ISBN 3-7272-1271-3
- Ortsgeschichtsschreibung im Kanton Bern. Bestandesaufnahme und Trends der letzten Jahrzehnte. In: Berner Zeitschrift für Geschichte und Heimatkunde, Jg. 67 (2005), S. 1–36, doi:10.5169/seals-247208
- als Mitherausgeber: Berns moderne Zeit. Das 19. und 20. Jahrhundert neu entdeckt. Bern 2011, ISBN 3727211997 (verantwortlich für das Kapitel Gesellschaft).[3]
- als Herausgeber und Mitautor: Thuner Stadtgeschichte 1798–2018. Attraktive Stadt, regionales Zentrum, nationaler Waffenplatz. Weber-Verlag, Thun 2018, ISBN 978-3-03818-183-5.[4]